# Phaonia subnigrisquama
Phaonia subnigrisquama este o specie de muște din genul Phaonia, familia Muscidae, descrisă de Xue și Li în anul 1989. Conform Catalogue of Life specia Phaonia subnigrisquama nu are subspecii cunoscute.